# Terre Bianche
Terre Bianche e Terrebanche (in croato Bijele Zemlje) è una località della Croazia, insediamento del comune istriano di Grisignana.

## Società

### Evoluzione demografica
Nel 2001 si contavano 90 abitanti divisi in 30 nuclei familiari.